# Bubanje
Bubanje es un pueblo ubicado en el municipio de Berane, en Montenegro.

## Demografía
Hasta 2011 la población era de 180 habitantes, conformada por 63 hogares y 113 viviendas.
| 379                                                              | 443 | 470 | 433 | 336 | 290 | 213 | 180 |
| (Fuente: Population statistics of Eastern Europe & former USSR.) |     |     |     |     |     |     |     |

| Etnicidad                                           | Número | Porcentaje |
| --------------------------------------------------- | ------ | ---------- |
| Serbios                                             | 119    | 55,86 %    |
| Montenegrinos                                       | 88     | 41,31 %    |
| Yugoslavos                                          | 2      | 0,93 %     |
| Otros                                               | 4      | 1,88 %     |
| Fuente: Republic of Montenegro. Statistical Office. |        |            |